# Раково-эмбриональный антиген
Раково-эмбриональный антиген (РЭА, Carcinoembryonic antigen (CEA), CEACAM5) описывает ряд близкородственных гликопротеинов, вовлеченных в клеточную адгезию. В норме РЭА продуцирует гастроинтестинальная ткань при развитии плода, но после рождения его продукция прекращается. Таким образом, в крови здоровых взрослых РЭА присутствует только на очень низких уровнях. Однако при некоторых видах злокачественных опухолей его сывороточные уровни поднимаются, что означает, что его можно использовать в качестве опухолевого маркера при клинических тестах. Сывороточные уровни также могут повышаться у злостных курильщиков, а также при воспалительных заболеваниях.
РЭА являются гликозил-фосфатидил-инозитол гликопротеинами, гликоформы которых выполняют роль лигандов L- и E-селектина при колоректальном раке и могут играть важную роль в диссеминации раковых клеток при его метастазировании.
Иммунологически РЭА относятся к кластеру дифференцировки CD66.

## История
РЭА впервые идентифицировали в 1965 году Phil Gold и Samuel O. Freedman в тканях рака толстой кишки человека.

## Диагностическая значимость
Содержание РЭА в плазме крови у страдающих колоректальным раком часто выше, чем у здоровых людей. Уровень РЭА в основном используется в качестве онкомаркера для колоректального рака, для мониторинга послеоперационных рецидивов и определения стадии рака.

## Генетика
РЭА и родственные гены составляют семейство РЭА, принадлежащее суперсемейству иммуноглобулинов.
У людей семейство раково-эмбрионального антигена состоит из 29 генов, 18 из которых экспрессируются в норме. Ниже представлен список генов человека, кодирующих белки, родственные раково-эмбриональному антигену:
CEACAM1,
CEACAM3,
CEACAM4,
CEACAM5,
CEACAM6,
CEACAM7,
CEACAM8,
CEACAM16,
CEACAM18,
CEACAM19,
CEACAM20,
CEACAM21